# Sphingonaepiopsis featheri
Sphingonaepiopsis featheri är en fjärilsart som beskrevs av Clark 1928. Sphingonaepiopsis featheri ingår i släktet Sphingonaepiopsis och familjen svärmare. Inga underarter finns listade i Catalogue of Life.